# U-110 (tàu ngầm Đức) (1940)
U-110 là một tàu ngầm tuần dương  Lớp Type IX thuộc phân lớp Type IXB được Hải quân Đức Quốc Xã chế tạo trong Chiến tranh Thế giới thứ hai. Nhập biên chế năm 1940, nó chỉ kịp thực hiện được hai chuyến tuần tra, đánh chìm được ba tàu buôn với tổng tải trọng 10.149 GRT, đồng thời gây hư hại cho hai tàu buôn tổng tải trọng 8.675 GRT. Trong chuyến tuần tra thứ hai trong Đại Tây Dương, vào ngày 9 tháng 5, 1941, chiếc tàu ngầm bị hư hại nặng do trúng mìn sâu từ các tàu chiến Hải quân Hoàng gia Anh nên thủy thủ đoàn phải bỏ tàu. Hải quân Anh chiếm giữ được máy Enigma cùng các bảng mật mã, trước khi đánh đắm U-110 nhằm giữ bí mật cho việc chiếm giữ này, vốn sau đó được đặt tên là Chiến dịch Primrose, làm một trong những bí mật được giữ kín nhất trong chiến tranh.

## Thiết kế và chế tạo

### Thiết kế
Thiết kế của tàu ngầm Type IXB là phiên bản nâng cấp nhỏ từ Type IXA, tăng thêm trữ lượng nhiên liệu để kéo dài tầm xa hoạt động. Chúng có trọng lượng choán nước 1.051 t (1.034 tấn Anh) khi nổi và 1.178 t (1.159 tấn Anh) khi lặn. Con tàu có chiều dài chung 76,50 m (251 ft 0 in), lớp vỏ trong chịu áp lực dài 58,75 m (192 ft 9 in), mạn tàu rộng 6,51 m (21 ft 4 in), chiều cao 9,60 m (31 ft 6 in) và mớn nước 4,70 m (15 ft 5 in).
Chúng trang bị hai động cơ diesel MAN M 9 V 40/46 siêu tăng áp 9-xy lanh 4 thì, tổng công suất 4.400 PS (3.200 kW; 4.300 bhp), dẫn động hai trục chân vịt đường kính 1,92 m (6,3 ft), cho phép đạt tốc độ tối đa 18,2 kn (33,7 km/h), và tầm hoạt động tối đa 12.000 nmi (22.000 km) khi đi tốc độ đường trường 10 kn (19 km/h). Khi đi ngầm dưới nước, chúng sử dụng hai động cơ/máy phát điện Siemens-Schuckert 2 GU 345/34 tổng công suất 1.000 PS (740 kW; 990 shp). Tốc độ tối đa khi lặn là 7,3 kn (13,5 km/h), và tầm hoạt động 64 nmi (119 km) ở tốc độ 4 kn (7,4 km/h). Con tàu có khả năng lặn sâu đến 230 m (750 ft).
Vũ khí trang bị có sáu ống phóng ngư lôi 53,3 cm (21 in), bao gồm bốn ống trước mũi và hai ống phía đuôi, và mang theo tổng cộng 22 quả ngư lôi 53,3 cm (21 in). Tàu ngầm Type IX trang bị một hải pháo 10,5 cm (4,1 in) SK C/32 với 110 quả đạn, một pháo phòng không 3,7 cm (1,5 in) SK C/30 và hai pháo phòng không 2 cm (0,79 in) C/30. Thủy thủ đoàn bao gồm 4 sĩ quan và 44 thủy thủ.

### Chế tạo
U-110 được đặt hàng vào ngày 24 tháng 5, 1938, và được đặt lườn tại xưởng tàu AG Weser của hãng DeSchiMAG ở Bremen vào ngày 1 tháng 2, 1940. Nó được hạ thủy vào ngày 25 tháng 8, 1940, và nhập biên chế cùng Hải quân Đức Quốc Xã vào ngày 21 tháng 11, 1940 dưới quyền chỉ huy của Hạm trưởng, Đại úy Hải quân Fritz-Julius Lemp.

## Lịch sử hoạt động
Trước khi chuyển sang chỉ huy U-110, Đại úy Lemp từng là hạm trưởng tàu ngầm U-30 khi chiếc U-boat này liên can vào việc đánh chìm chiếc tàu biển chở hành khách SS Athenia, một sự cố khiến Lemp suýt bị đưa ra xét xử tại tòa án quân sự.

### Chuyến tuần tra thứ nhất
U-110 khởi hành từ Kiel vào ngày 9 tháng 3, 1941 cho chuyến tuần tra đầu tiên trong chiến tranh. Nó tiến ra Bắc Hải, rồi băng qua khe GIUK giữa các quần đảo Shetland và Faroe để hoạt động trong vùng biển Bắc Đại Tây Dương về phía Nam Iceland. Tại đây vào ngày 16 tháng 3, nó đã tấn công Đoàn tàu HX 112 và đánh trúng chiếc tàu chở dầu Anh Erodona 6.207 GRT, khiến mục tiêu bốc cháy và thủy thủ đoàn phải bỏ tàu; tuy nhiên Erodona đã không đắm và được kéo đến Iceland để sửa chữa. Đến ngày 23 tháng 3, U-110 tiếp tục tấn công tàu buôn Na Uy Siremalm 2.468 GRT, nhưng quả ngư lôi trúng đích đã không kích nổ, và thủy thủ đoàn của U-110 mắc sai sót khi vận hành khẩu hải pháo 10,5 cm khiến nòng pháo phát nổ và làm bị thương ba người. Pháo 37-mm và 20-mm đã bắn trúng nhưng không thể gây nguy hiểm cho chiếc tàu buôn và mục tiêu đã chạy thoát. Nó buộc phải kết thúc sớm chuyến tuần tra do khẩu hải pháo bị hư hại, và đi đến cảng Lorient bên bờ biển Đai Tây Dương của Pháp đã bị Đức chiếm đóng, đến nơi vào ngày 29 tháng 3.

### Chuyến tuần tra thứ hai - Bị chiếm giữ
U-110 xuất phát từ cảng Lorient từ ngày 15 tháng 4 cho chuyến tuần tra thứ hai, cũng là chuyến cuối cùng, để tiếp tục hoạt động tại Bắc Đại Tây Dương. Ở vị trí về phía Tây Bắc quần đảo Blasket, Ireland, nó đã đánh chìm chiếc tàu buôn Anh Henri Mory 2.564 GRT vào ngày 27 tháng 4.
Đến ngày 9 tháng 5, U-110 tiếp tục tấn công Đoàn tàu OB 318 ở vị trí về phía Đông mũi Farewell, Greenland, đánh chìm các tàu buôn Anh Esmond 4.976 GRT và Bengore Head 2.609 GRT Tuy nhiên nó bị tàu corvette HMS Aubrietia phát hiện qua sonar; Aubrietia phối hợp cùng tàu khu trục HMS Broadway phản công bằng mìn sâu, buộc U-110 phải trồi lên mặt nước.
U-110 sống sót qua đợt tấn công nhưng bị hư hại nặng. Broadway cùng tàu khu trục HMS Bulldog tiếp tục dò được mục tiêu sau đợt tấn công cuối cùng của Aubrietia. Broadway chuyển hướng với ý định sẽ húc vào mục tiêu, nhưng nó chỉ phóng thêm hai quả mìn sâu kích nổ bên dưới chiếc U-boat, ép buộc thủy thủ Đức phải bỏ tàu trước khi đánh đắm. Đại úy Lemp hạm trưởng ra lệnh bỏ tàu, nhưng khi các thủy thủ Đức xuất hiện trên sàn tàu chiếc U-boat, họ bị thương vong do hỏa lực từ Bulldog và Broadway, vì phía Anh tưởng rằng họ vận hành các khẩu pháo trên boong để chống tra. Các tàu chiến Anh chỉ ngừng bắn sau khi nhận ra chiếc U-boat đã bị bỏ lại và thủy thủ đoàn có ý muốn đầu hàng.
Đại úy Lemp nhận ra U-110 đã không chìm, nên tìm cách quay trở lại tàu nhằm tiêu hủy những tài liệu mật, nhưng sau đó mất tích; một thủy thủ Đức đã chứng kiến Lemp bị một thủy thủ Anh bắn khi bơi dưới nước, nhưng không thể xác nhận thông tin này. Trong số thủy thủ đoàn của U-110, 15 người bao gồm Đại úy Lemp đã tử trận, và 32 người sống sót bị bắt làm tù binh chiến tranh; họ bị giam giữ tại Trại tù binh số 32 ở Iroquois Falls, Ontario, Canada.
Một đội đổ bộ từ Bulldog do Thiếu úy David Balme dẫn đầu đã đổ bộ sang chiếc tàu ngầm để chiếm giữ mọi thứ có thể tháo và mang được. William Stewart Pollock, một nhân viên vô tuyến Hải quân Hoàng gia được biệt phái sang Bulldog, cũng đổ bộ sang U-110 trên chiếc xuồng thứ hai, cố ý tìm kiếm phòng truyền tin để tịch thu các tài liệu mật, bao gồm các sách mật mã và một máy Enigma. U-110 thoạt tiên được kéo trở về Anh, nhưng bị đánh đắm có chủ định vào ngày hôm sau tại tọa độ 60°22′B 33°12′T / 60,367°B 33,2°T nhằm giữ bí mật việc máy mật mã cùng các bảng mã đã bị tiết lộ.
Tài liệu mật thu được từ U-110 đã rất hữu ích cho hoạt động của những người làm công việc giải mật mã tại Bletchley Park.

### "Bầy sói" tham gia
U-110 từng tham gia bầy sói:
- West (9 tháng 5, 1941)

### Tóm tắt chiến công
U-110 đã đánh chìm được ba tàu buôn với tổng tải trọng 10.149 GRT, đồng thời gây hư hại cho hai tàu buôn tổng tải trọng 8.675 GRT:
| Ngày             | Tên tàu      | Quốc tịch | Tải trọng | Số phận      |
| ---------------- | ------------ | --------- | --------- | ------------ |
| 16 tháng 3, 1941 | Erodona      | Anh Quốc  | 6.207     | Bị hư hại    |
| 23 tháng 3, 1941 | Siremalm     | Na Uy     | 2.468     | Bị hư hại    |
| 27 tháng 4, 1941 | Henri Mory   | Anh Quốc  | 2.564     | Bị đánh chìm |
| 9 tháng 5, 1941  | Bengore Head | Anh Quốc  | 2.609     | Bị đánh chìm |
| 9 tháng 5, 1941  | Esmond       | Anh Quốc  | 4.976     | Bị đánh chìm |